# Giovanni Battista Gallicciolli
Giovanni Battista Gallicciolli (Venecia, 17 de mayo de 1733-Venecia, 12 de mayo de 1806) fue un filólogo, escriturista y hebraísta de Italia.

## Biografía
Giovanni Battista Gallicciolli nació en Venecia en 1733, adquirió grandes conocimientos en los idiomas orientales. Además del griego y el hebreo poseía el siríaco, el caldeo y el latín; igualmente estaba muy versado en varios idiomas modernos principalmente en el francés y el inglés que escribia con mucha facilidad. En Venecia fue profesor de lenguas orientales y hallaba tanto placer en comunicar a sus discípulos cuanto sabía, que siempre se hallaba dispuesto en cualquier lugar que estuviese y aun en las calles a responder a cualesquiera cuestión que se le propusiese. Sus grandes conocimientos adquirian aun mayor realce con su estremada humildad y sobre todo por el grande amor que profesaba á los pobres, quienes jamás imploraron en vano su socorro.

## Obras
- Diccionario latino-italiano de la Biblia sagrada.
- Disertación de la antigua lección de los hebreos y del de origen de los puntos.
- Pensamientos sobre las setenta semanas de Daniel ; esta obra llena de erudición, fue recibida en todas partes con general aplauso.
- Memorias Venecianas antiguas, profanas, y eclesiasticas.
- Aproximación de la Sinagoga ad nuestra religion. El abate Galliccioli, murió en Venecia 1806, antes de haber publicado esta última obra que le costó veinte años de un trabajo continuo. Contribuyó también a la edición veneciana de S. Gregorio el grande, diez y siete tomos en 4, y á la de los Santos Padres emprendida por Gallando. Se le debe igualmente el gran Índice de los 32 tomos en fólio de Ugolini titulados : Thesaurus antiquitatum sacrarum ; y varias adiciones al Diccionario de las siete lenguas.

- Datos: Q18945406